# 上海富盛经济开发区
上海富盛经济开发区，原名上海富盛私菅经济开发区，坐落于上海市崇明区新河镇西部，东毗邻新河镇、西接城桥新城、南濒长江、北接团城公路，总规划面积5.91平方公里，为市级开发区，主导产业是船舶制造配套制造、现代通信技术工程、生物科技工程以及金融服务、文化体育、健康医疗等。

## 历史
1994年6月8日，经崇明县人民政府同意，由上海市农委批准建立，集内外资一体的多种经济并存的县级开发区上海富盛私菅经济开发区，是崇明县第一家县级开发区，时隶属于新河镇镇政府管辖。当时，上海富盛私菅经济开发区东毗邻新河镇至新申公路、西至东平河接城桥镇、南濒长江、北接陈海公路，规划总用地11.79平方公里。1996年3月（一说1998年10月14日）改至现名。1999年度上海富盛经济开发区被上海市农委、上海市工商局评为“上海市管理规范小区”。
2001年12月29日，上海市崇明县机构编制委员会发文进一步规范崇明县县级园区的机构设置，上海富盛经济开发区管理委员会归崇明县政府直接领导，下设上海富盛经济开发区管理委员会办公室，建立上海富盛经济开发区开发有限公司。2003年4月，经上海市科委和崇明县政府的批准同意，将上海富盛经济开发区列为上海市光电子产业园区。2006年，经国家发展改革委审核认定，上海富盛工业园区升级为市级经济开发区，主要发展光电子、港口机械、船舶制造配套产业。2010年，工业区范围进行调整，北端从更北侧的陈海公路改至团城公路，开发区规划面积也调整为5.91平方公里。
2025年，上海富盛经济开发区冠名赞助中乙联赛球队上海海港B队。